# Esthaol (Bible)
Esthaol ou Eshtaol, en hébreu : אֶשְׁתָּאֹל (Eshṭa'ol), en grec ancien : Εσθαολ (Esthaol), est une ville mentionnée dans la Bible. Elle correspondrait à une localité voisine de Sar'a, environ 20 km à l'ouest de Jérusalem.

## Histoire

### Texte biblique
Le lieu est mentionné à sept reprises dans le texte massorétique,,,,. Dans les manuscrits de la Septante, on trouve parfois des formes concurrentes, comme Ασταωλ (Astaol). Selon le texte biblique, Samson viendrait de ses environs,,. Par ailleurs, une partie de la tribu de Dan aurait quitté cette ville pour s'installer autre part,.

### Analyse
L'étymologie du terme semble indiquer qu'il s'agissait peut-être d'un lieu de consultation d'oracles, même si ce n'est pas évident. La localité se situe alors dans les environs de la ville postérieure de Zorah/Sar'a,,,.